# Port Szaíd-i stadiontragédia
A Port Szaíd-i stadiontragédia Afrika második legnagyobb, sporttal kapcsolatos polgári tömegszerencsétlensége a ghánai Ohene Djan Stadion-tragédia után, Egyiptomban pedig a legsúlyosabb ilyen jellegű incidens. A 2012. február 1-jén, a létesítményben kitört zavargás 74 ember halálát okozta. A sebesültek száma több mint 500 fő volt.
Az események szurkolói összecsapásnak indultak, amelyet a rendőrség nagyrészt tétován kísért (számos vélemény szerint szándékosan, melynek politikai megfontolásai lehettek). A rossz rendőri biztosítás nagyban felelőssé tehető a katasztrófáért, mivel a rendbontás során számos kaput lezártak, ezzel a tömeg másik részét, akik pánikba esve próbáltak kimenekülni, csapdába ejtették.
A tragédiát heves, többnapos zavargások is követték Kairóban, Alexandriában és Szuezben.
Az eseményeket követő eljárásokban 73 embert vontak felelősségre. Közülük végül 11 embert halálra ítéltek, másokra börtönbüntetést szabtak ki, ugyanakkor 26 vádlottat felmentettek.
Egyiptomban úgy vélik, hogy a zavargások kirobbantása mögött Hoszni Mubárak volt egyiptomi elnök és megdöntött rezsimje állt, akiknek ez volt az utolsó próbálkozása hatalmuk visszaállítására. Hamed Abdel-Szamad egyiptomi politológus szerint Mubárak előszeretettel hivatkozott arra, hogy az ő kormánya volt képes fenntartani a rendet és nyugalmat Egyiptomban, nélküle pedig az ország káoszba süllyedne. Mubárak és hívei ezzel akarták egyebek mellett kiprovokálni a káoszt, hogy az embereket a politikai változások ellen hangolják.

## Előzmények
Egyiptomban a nílusi forradalmat követően olyan zavaros állapotok uralkodtak, hogy csökkent a rendfenntartó és igazságügyi szervek hatékonysága, ezért gyakran figyelmen kívül hagytak alapvető szabályokat, ami által erősen csökkent a közbiztonság. Ennek velejárója számos, halálos kimenetelű tömegbaleset is lett, köztük a luxori hőlégbalon-baleset vagy gurdakai (a magyar sajtóban hurghadai) buszbaleset, amelynek magyar áldozatai is voltak.

## Készülődés a meccsre
A politikai feszültség, a gazdasági nehézségek és az elnyomás fokozódott, a katonai kormányzat, később a megválasztott iszlamista kormány által is. E parázs légkörben készültek az Al Masri és az el-Ahlí február 1-jei mérkőzésére, utóbbi a vendégcsapat volt Port Szaídban.
Két nappal a meccs kezdete előtt az Al Masri ultrái videót töltöttek fel a YouTube megosztóra, amelyben halálosan megfenyegették a másik csapat szurkolóit. A videóban közölt dalban üzenték az ellentábornak, hogy készüljenek fel a halálra, amennyiben Port Szaídba jönnek, mert úgy fognak járni, mint 1956-ban Anthony Moorhouse brit katonatiszt és 8 társa.
Nem kétséges, hogy többen előre készültek az összetűzésre, s nem volt rögtönzött a kialakult erőszak, minthogy számos gyilkosságot a stadionban szúró-vágó eszközökkel hajtottak végre.
Mivel sokan számítottak arra, hogy a mérkőzésen nagy baj lehet, ezért voltak kísérletek arra, hogy ennek valamilyen módon elejét vegyék, s az el-Ahlí szurkolók ne jussanak el Kairóból Port Szaídba. A drukkerek hagyományosan busszal mentek ki csapatuk vendégmérkőzéseire, de a busztársaság, vélhetően szándékosan, jóval nagyobb árat kért az utaztatásért, mintegy másfél millió egyiptomi fontot. Emiatt a szurkolók vonatokkal indultak el Port Szaídba, ám tizenöt perccel a végcél előtt leszállították őket a vonatról és katonai járművekkel vitték be őket a városi stadionba.
A létesítményben már a játék előtt feszült hangulat uralkodott, ugyanis a lelátókat telerakták sértő feliratú transzparensekkel.
A kezdőrúgása félórás késéssel indult, ugyanis az Masri-szurkolók engedély nélkül a pályára léptek. A félidőben és az Al-Masri három második gólja után a klub szurkolói ismét megrohamozták a pályát. Az Áhlí edzője ekkor fontolgatta, hogy visszavonultatja a csapatot, így akkor a mérkőzést is le kell fújni, ami talán meggátolhatná a feszültség elmélyülésének.[forrás?]
A mérkőzést, bár nagy nehezen lefolytatták, s az Al-Masri győzött 3:1 arányban, de ennek végeztével mindenki, a szurkolók és az egyszerű nézők is, akik egyik táborhoz sem tartoztak, leviharzottak a pályára. Az Masri-drukkerek üveggel és pirotechnikai eszközökkel támadták a rivális csapat játékosait, akiket a rendőrség menekített az öltözőkbe. A felbőszült csőcselék közt már ekkor többek kezében kések, sőt néhányuknál kardok is előkerültek.

## A katasztrófa
A helyzet tarthatatlanná vált és pillanatok alatt elszabadult a pokol gyakorlatilag a stadion teljes területén. Többen egymást vagy a másikat öldösték, bántalmazták különféle eszközökkel (késekkel, botokkal, kövekkel, bozótvágókkal, kardokkal, puszta kézzel). Voltak, akiket menekülés közben tapostak el, mások a lelátókon keletkezett torlódásban lezuhantak és úgy vesztették életüket, de voltak, akiket szándékosan hajítottak le.
Azok, akik megpróbáltak elmenekülni, csapdába kerültek, mert a lelátó hátsó részén a rendőrség bezárta a kapukat.
Sokan haltak bele a szúrt sebekbe, vagy súlyos fejsérülésekbe, illetve az esés következtében szerzett agyrázkódásba. Az is előfordult, hogy a mentők sérült Áhlí-szurkolókat vittek kórházba, ám a Masri-ultrák feltartóztatták őket és a mentőautókba behatolva megölték a sebesülteket. Főleg azok a sérültek voltak nagyobb biztonságban, akiket katonai helikopterekkel szállítottak kórházba.
Az Áhlí portugál edzőjét, Manuel José de Jesus Silvát is bántalmazták a Masri ultrái, miközben megpróbált az öltözőbe menekülni. Őt később egy rendőrőrsön helyezték biztonságba. Az edző és az egyik játékos, Mohamed Abutrika is arról számolt be, hogy az ellentábor ultrái behatoltak az öltözőkbe is, ahol megöltek négy Áhlí-drukkert.
Az események rendkívül megviselték nemcsak Abutrikát és Silvát, de Mohamed Barak és Emad Moteab focistákat is, akik a visszavonulás mellett döntöttek. Silva szintén vissza akart vonulni a további edzői tevékenységtől.

## Áldozatok és sebesültek
A tömegtragédia 74 ember életét követelte, többen 18 évnél fiatalabbak voltak. A sérültek száma 500 felett járt, de még ugyanennyi ember került kórházba más okokból.
A rendőrség a helyszínen úgy 47-52 embert vett őrizetbe az egyiptomi belügyminisztérium közlése szerint.

## A tragédia okai
Ugyan nyilvánvaló, hogy az ultrák már előre készültek leszámolásra, amit a Masri-drukkerek által készített videó is igazol, bár az effajta összezördülések egyáltalán nem ritkák Egyiptomban sem. Másrészt videófelvételeken is egyértelmű, hogy a helyszínen levő rendőri erők nem intézkedtek, hanem gyakorlatilag egyszerű szemlélői voltak a véres eseményeknek. A helyszínen tartózkodók akkor is és később is azt vallották, hogy a rendőrség nem tett semmit, lezárta a kijáratokat és azokat kérésre sem volt hajlandó kinyitni.
Egy szemtanú látta, hogy egyes rendőrök megnyitották a két tábor ultráit elválasztó kordonokat. Több ember ráadásul jegy nélkül jutott be a lelátókra, amely a megengedettnél is több nézővel telt meg.
Sokaknak feltűnt, hogy nem voltak biztonsági átvilágítások, ezért bárki bármilyen eszközt bevihetett a stadion területére, mindamellett az akkor már egy éve tartó zavaros egyiptomi helyzetben máshol sem foganatosítottak ilyen intézkedéseket.
Több külföldi megfigyelő az országban, a forradalom utáni fejetlenséget okolta a tragikus eseményekért. A The New York Times információ szerint nem kizárt, hogy a rendőrség szándékosan uszította egymásnak a tomboló drukkereket, mert bosszút akart állni az Áhlí-szurkolókon, akik tevékenyen részt vettek a 2011. évi forradalom eseményeiben. Az Al-Masri kapitánya, Karim Zekri és testvére, a csapat korábbi játékosa, Mohamed is ezt bizonygatták nyilatkozataikban. Szerintük a vérengzést a hadsereg, a rendőrség és a bukott Mubárak-rezsim provokálta ki. Zekri szerint több társuk is elmondta, hogy a helyszínen tartózkodó rendőrök szándékosan provokálták a drukkereiket az Áhlí-szurkolók elleni fellépésre. Szerinte a lelátókon is vagy 600 fizetett provokátor uszította a csőcseléket, akiket a Mubárak-frakció, a Nemzeti Demokratikus Párt bérelt fel. Günther Pilz sportszociológus szerint egyáltalán nem kizárt az akkori politikai hatalom felelőssége, amely a szurkolói tömeget, a következmények figyelembevétele nélkül, eszközként használta fel ellenfelei megfélemlítésére és elhallgattatására.
A Zekri testvérek szerint az egészet előre eltervezhették, ezért nem volt jegyellenőrzés, sőt lekapcsolták a reflektorokat és szándékosan zártak be több kijáratot is.
Az edző, Silva is osztotta a véleményüket, aki elmondta, hogy a stadion északi végében egy angol nyelvű transzparens is ki volt függesztve We are gonna kill you all (Mindenkit megölünk) felirattal, amely a helyszínről tudósító nemzetközi médiának szólhatott (külföldi személyeket nem ért inzultus). Silva hozzátette, hogy a kapuk elsősorban a stadion déli oldalán voltak lezárva, ahol az Áhlí-drukkerek helyezkedtek el. Itt a legtöbb áldozat halálát a tömegnyomor keltette fulladás okozta.
Brent Lathman sportújságíró is megjegyezte, hogy a zavargás nagyon gyanús körülmények között zajlott. A szerencsétlenség napján volt annak az évfordulója, amikor a Mubárak-pártiak akcióba kezdtek a Tahrír téren, hogy megállítsák a forradalmat. A port szaídi véres események egy olyan pillanatban történtek, amikor az ideiglenes katonai kormány is arról győzködte az egyiptomi polgárokat, hogy támogassák a kormányzat rendkívüli hatáskörrel történő felruházását.
Az Áhlí-drukkerek meggyőződése volt, hogy célzott támadás történt ellenük.[forrás?] Viszont megjegyzendő, hogy az Áhlí-ultrák is tevékenyen, felfegyverkezve vettek részt az összecsapásokban, s bántalmazták nemcsak az ellentábor szurkolóit, de a rendőröket és a kívülálló nézőket is. Ellenben az is tény, hogy az eseményeket a Masri-drukkerek részéről indították el, amelyről Hany Ramzy egyiptomi edző is megjegyezte az alábbiakat:
A mérkőzés 3:1-re végződött az al-Masri javára. Mi okod van arra, hogy egy győzelem után kirohanj a pályára és embereket gyilkolj?
Ramzy, ahogy Zekriék, nem a drukkereket hibáztatta, hanem a politikát tette felelőssé.

## Következmények

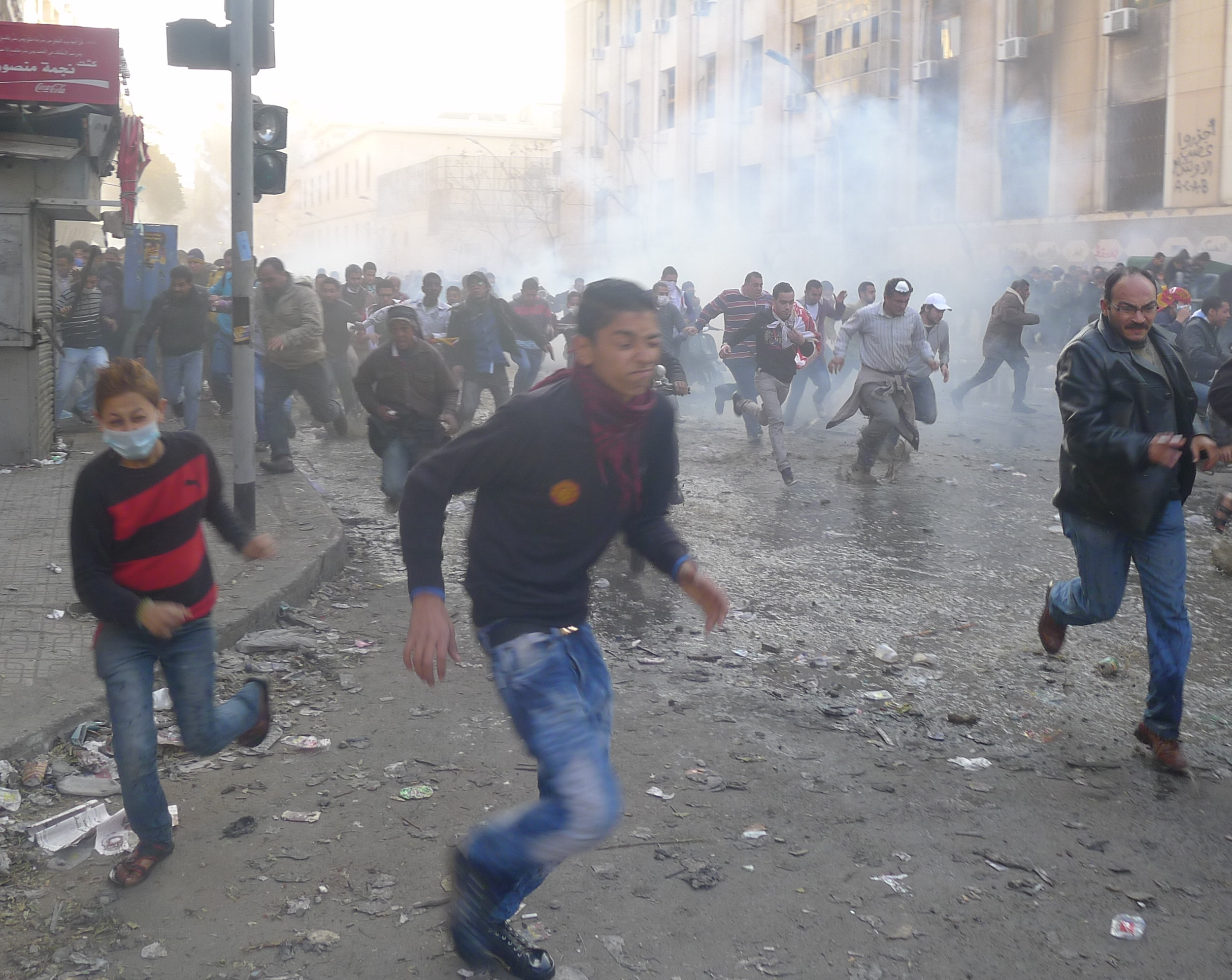
A port szaídi események miatt Kairóban kitört utcai zavargások 2012. február 4-én

Az egyiptomi egészségügyi minisztérium az ország történetének legnagyobb sporttal kapcsolatos tragédiájának nevezte a Port Szaídban történteket. Másnap az országgyűlés rendkívüli ülést tartott Kairóban, melyen sokan úgy értékelték, hogy a forradalom óta csökkentett létszámú rendőrség hasznavehetetlennek bizonyult, ezért nem tudták biztosítani a port szaídi meccset.
A FIFA akkori elnöke, Joseph Blatter úgy jellemezte, hogy 2012. február 1. a labdarúgás egyik fekete napja, ugyanakkor hozzátette, lépéseket kell tenni annak érdekében, hogy ilyen katasztrófa soha többé ne fordulhasson elő, mert a labdarúgás a jót szolgálja és nem engedhető meg, hogy visszaéljenek vele azok, akiknek rossz szándékaik vannak. Blatter bírálta továbbá az egyiptomi kormányt, mert beleszólva a szervezett labdarúgásba, menesztette az Egyiptomi Labdarúgó Szövetség felső vezetését.
A tragédia miatt tervezett meccseket töröltek és más mérkőzéseket is elhalasztottak, sőt az Egyiptomi Labdarúgó Szövetség március 10-én a hátralévő szezont is törölte. Az egyiptomi főügyész kihallgatta Port Szaíd kormányzóját is és a város biztonsági főnökét, akit az eset után elbocsátottak.
A port szaídi tragédia újból feltüzelte a politikai nyugtalanságot Egyiptom-szerte. A kormányellenes csoportok a hadsereget és a hatalomban még mindig jelenlevő Mubárak-rezsim maradványait tették felelőssé a történtekért.
Több nagyobb és kisebb városban zavargások törtek ki, amelyek köztörvényes bűnözői elemek is kihasználtak, pl. Kairóban és Halvanban két bankot, valamint egy páncélozott pénzszállítójárművet raboltak ki. Sarm es-Sejkben egy pénzváltót ellen történt rablótámadás, ahol egy francia turistát is meggyilkoltak.
A zavargások megfékezésére sokszor az egyiptomi hadseregnek kellett fellépnie. Tragédia, tragédiát követett, mivel a zavargások során nem egyszer került sor éles lőszer használatára, ami egy-egy alkalommal is akár több tucatnyi halottat és több száz sebesültet eredményezett. 2013 januárjában a kormánynak újból el kellett rendelnie a szükségállapotot. Ekkor egy temetésen, amelyen az egyik zavargás áldozatait helyezték volna örök nyugalomra, a tömegbe lőttek, mely 5 halottal és több, mint 400 sebesülttel járt.

## Eljárások
A hatóságok összesen 73 embert állítottak elő és vontak büntetőeljárás alá a port szaíd-i stadionban történt vérengzésért. A vádlottak között kilenc rendőr, továbbá az Al-Masri két tisztviselője volt.
2013. január 26-án a kairói büntetőbíróság 21 halálos ítéletet szabott ki, amely sokkolta a vádlottak jelenlevő családtagjait. 52 vádlott esetében március 9-re halasztották az ítélethozatalt.
Az Áhlí-drukkerek üdvözölték a kiszabott ítéleteket, ám követelték, hogy a rendőrtiszteket is ítéljék el. Követeléseiknek a belügyminisztérium központja előtti tüntetésen is hangot adtak, ahol súlyos összecsapást alakult ki a rendőrökkel, melyen még könnygázt is bevetettek.
Port Szaídban ezzel szemben az ítélet keltett felháborodást, mert úgy vélték, hogy az politikai nyomásra született. A város több tisztségviselője nyíltan bírálta a ítéleteket. Port Szaídban a Masri-ultrák, a vádlottak családtagjai és mások tiltakoztak, melynek során összecsaptak a rendőrökkel. Ebben a zavargásban 40-en meghaltak, 250-en megsérültek.
A március 9.-i bírósági tárgyaláson megerősítették a januári halálos ítéleteket, míg a fennmaradó 52 vádlott közül öten életfogytiglani, tízen 15 éves börtönbüntetést kaptak, köztük két rendőr, valamint két biztonsági főnök. A maradék 28 vádlottat, köztük hét rendőrt felmentettek, akik között három magasrangú rendőri vezető is volt. Szintén felmentették a Masri két megvádolt tisztségviselőjét.
A nemjogerős ítéletek elleni fellebbezéseket követően 64 személy esetében hatályon kívül helyezték az ítéleteket, s új eljárás lefolytatására kötelezték a bíróságot, míg kilenc vádlott esetében, akinek a büntetése 1 és 10 év között volt, elutasították a fellebbezést. A döntés ezúttal az áldozatok hozzátartozói körében szült haragot.

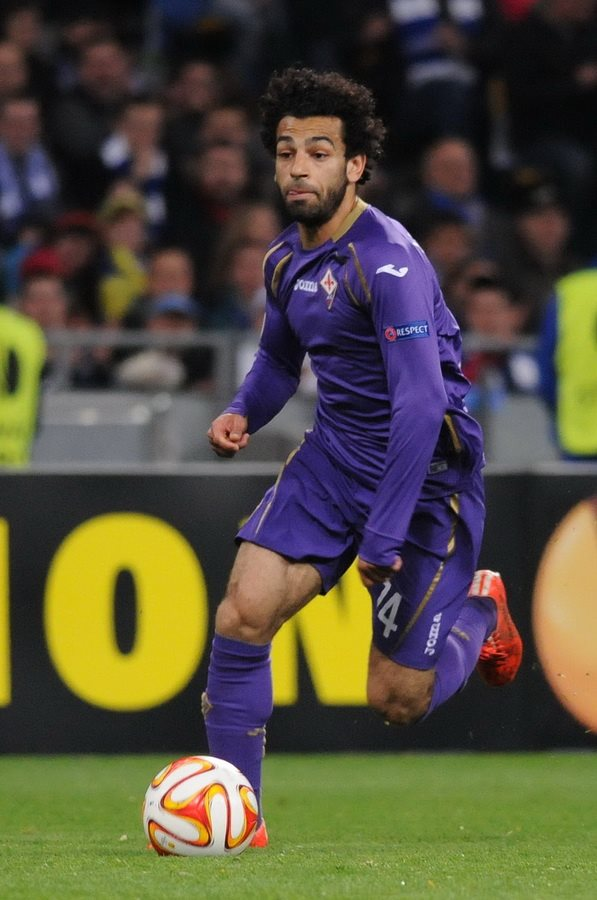
Szaláh a 74-es számú mezben, az FK Dinamo Kijiv elleni mérkőzésen (2015. április 16.)

Az új eljárás után, 2015. április 19-én meghozott ítéletben 11 személyre szabtak ki halálbüntetést, 21 embert felmentettek, tízen kaptak 15 év, kilencen 10, míg tizenhárman 5 év börtönbüntetést, köztük két rendőr, akiket korábban még 15 évre ítéltek. Elítélték továbbá a Masri egyik, korábban már felmentett tisztviselőjét.
Augusztus 23-án a másodfokú bíróság helyben hagyta az egyik, távollétében halálra ítélt vádlottra kiszabott büntetést, ugyanakkor hat vádlott közül, akiket távollétükben 10 év börtönre ítéltek, ötöt felmentett. Más, tízéves börtönbüntetésre ítélt vádlottak esetében 5 évre mérsékelték a büntetését.
A 10 másik halálos ítéletet 2017. február 20-án hagyták véglegesen helyben.
A halálos ítéletek miatt Egyiptomot nemzetközi szinten komoly bírálatok érték. Markus Löning, Németország emberi jogi biztosa felszólította az egyiptomi kormányt, hogy ne szabjanak ki az ügyben halálbüntetéseket.

## Emléke
Amikor Mohamed Szaláh egyiptomi labdarúgó a Fiorentinához szerződött ideiglenesen, a 74-es számot viselő mezt kapta, amely a port szaídi tragédiában meghaltak számára emlékeztetett.
Néhány nappal a tragédia után, 2012. február 7-én a FIFA bejelentette, hogy negyedmillió dollárt adományoz az áldozatoknak, és az el-Ahlí segélyalapjába fizeti be.